# Callilepis (planta)
Callilepis es un género de plantas con flores perteneciente a la familia de las asteráceas. Comprende 7 especies descritas y de estas. solo 5 aceptadas.

## Taxonomía
El género fue descrito por Augustin Pyrame de Candolle y publicado en Prodromus Systematis Naturalis Regni Vegetabilis 5: 671. 1836.

## Especies
A continuación se brinda un listado de las especies del género Callilepis (planta) aceptadas hasta julio de 2012, ordenadas alfabéticamente. Para cada una se indica el nombre binomial seguido del autor, abreviado según las convenciones y usos.
- Callilepis caerulea (Hutch.) Leins
- Callilepis lancifolia Burtt Davy
- Callilepis laureola DC.
- Callilepis leptophylla Harv.
- Callilepis salicifolia Oliv.